# Cuboku

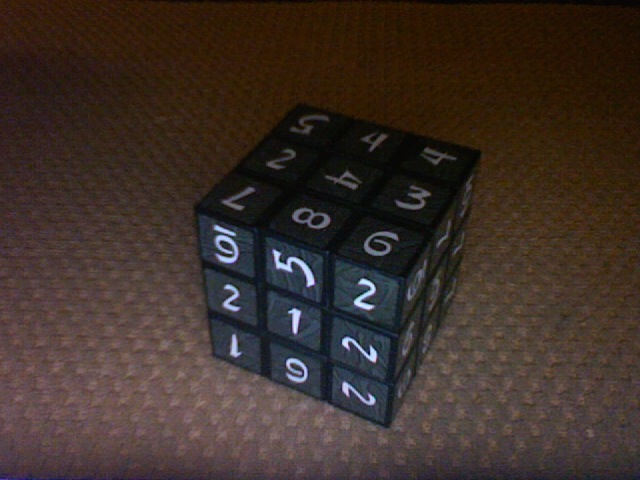
Un Cuboku

Cuboku es un término acuñado para denominar a un cubo de caras girables (como un cubo de Rubik), en cuyas celdas se muestran las cifras con las que componer sudokus. También conocido como Cubo Sudoku o Sudokube es un híbrido entre los sudokus y el cubo de Rubik. Tiene las características del cubo de Rubik en cuanto a su funcionamiento, pero el objetivo es conseguir encontrar los sudokus que oculta y, además, resolverlos.
El número de combinaciones posibles del cubo de 3x3x3 es inmenso. Resolverlo por azar es prácticamente imposible. Pero, a diferencia del cubo de Rubik, en el Cuboku la orientación de los dados que forman sus caras es importante, porque los sudokus que se deben encontrar además tienen que estar bien orientados, es decir, todos los números que aparecen en una cara deben mirar hacia el mismo lado.

## Origen
El juguete fue creado originalmente en 2006 por Jay Horowitz en Sebring, Ohio. Posteriormente, se produjo en China y se comercializó y vendió internacionalmente.

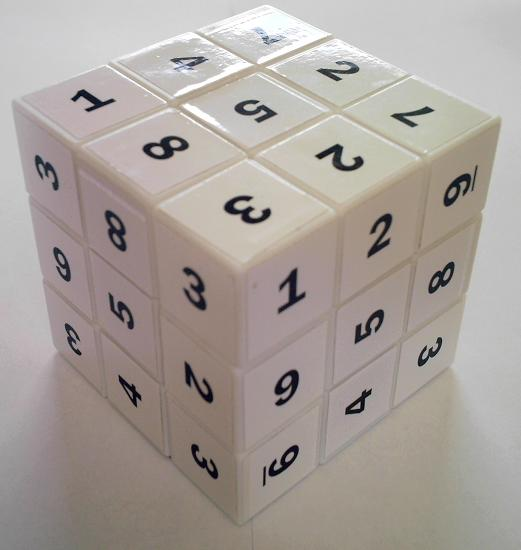
Un cubo de Sudoku sin colores y desordenado

## Producción
El Cuboku fue inventado por el veterano fabricante de juguetes Jay Horowitz, un diseñador de rompecabezas que reproducía principalmente juguetes antiguos para el mercado de los coleccionistas. Horowitz conoció el sudoku original cuando una mujer sentada a su lado en un viaje en avión se lo explicó. Tras conocer el rompecabezas, Horowitz quiso introducirlo en el sector de los videojuegos y tuvo la idea de combinarlo con el cubo de Rubik. Horowitz ya tenía acceso a moldes para el cubo de Rubik, ya que era dueño de Ideal Toy Company, que a su vez tenía los mencionados moldes. Trabajó durante un mes hasta que descubrió cómo combinar los dos rompecabezas, y cuando lo logró, no durmió durante tres días mientras buscaba la mejor manera de organizar los números para crear 18 sudokus únicos dentro del cubo. Horowitz patentó entonces el diseño numérico que creó. La producción en masa se completó en China por American Classic Toy Inc, una empresa perteneciente a Horowitz. El producto se vendió en Estados Unidos en tiendas como Barnes & Noble y FAO Schwarz a un precio de 9,87 dólares. El precio se eligió específicamente porque cada número solo aparece una vez.

## Comercialización
Horowitz promocionó su nuevo producto en ferias de juguetes como la American International Toy Fair y la Hong Kong Toys and Games Fair de 2007.  Adrienne Citrin, portavoz de la Toy Industry Association, mencionó que los aficionados al sudoku que sentían que dominaban la versión original en papel del rompecabezas estaban interesados en el nuevo producto. El juego se lanzó originalmente en Estados Unidos y luego se vendió internacionalmente, exportándose a España, Francia, Sudáfrica y el Reino Unido. Poco después de su lanzamiento, se vendieron varios productos imitadores a través de Amazon bajo el nombre de "Sudokube".

## Ejemplo de Cuboku
El diseño de las piezas del cubo de Rubik permite girar sus caras sin que el cubo se desarme, para buscar la solución del cubo: que cada cara sea de un mismo color. En el Cuboku las caras de un mismo color han sido sustituidas por regiones de sudokus. Si se observan las caras de los Cubokus que ilustran el artículo, se comprueba que no pueden formar un sudoku, puesto que hay números que se repiten en la misma fila o columna, lo que va en contra de la principal regla del sudoku. En consecuencia, las piezas deben reordenarse para evitar combinaciones prohibidas.

## Los números del Cuboku
Su construcción es similar al cubo de Rubik: 26 cubitos, 6 de ellos centros fijos y otros 8 cubitos de esquina que muestran 3 caras al exterior unidos por un eje central. Así, son 12 los cubitos con dos caras visibles y en el centro de cada una de las 6 caras del Cuboku hay una pieza que sólo muestra una cara al exterior. Cada cara muestra una región de un Sudoku, lo que implica que el Cuboku contiene 54 regiones con las que se forman 6 sudokus principales.